# Публий Лициний Крас (консул 97 пр.н.е.)
Вижте пояснителната страница за други личности с името Публий Лициний Крас.
Публий Лициний Крас Дивес (на латински: Publius Licinius Crassus Dives; † 87 пр.н.е.) e политик на Римската република през началпото на 1 век пр.н.е.

## Биография
Произлиза от клон Лицинии Краси на плебейската фамилия Лицинии и е баща на триумвир Марк Лициний Крас.
През 102 пр.н.е. той е едил. През 97 пр.н.е. e избран за консул заедно с Гней Корнелий Лентул. Отива в провинция Далечна Испания, където следващите години e проконсул и се бие против лузитаните. През 93 пр.н.е. се връща обратно в Рим и празнува триумф.
През гражданската война 90 пр.н.е. служи като легат при Луций Юлий Цезар. Претърпява загуба в Лукания и се оттегля в Грументум. Следващата година, 89 пр.н.е., той е заедно с Цезар цензор.
През неспокойствията 87 пр.н.е. той служи при консула Гней Октавий в борбата против Гай Марий и Луций Корнелий Цина. След като един от синовете му е убит от популарен военен трибун Гай Флавий Фимбрия, той се самоубива.